# Johann Christoph von Knobelsdorff
Johann Christoph von Knobelsdorf (* 1740 in Heinzendorf; † 17. April 1803 in Glogau) war ein preußischer Generalmajor und Kommandeur des Infanterieregiments „von Hiller“ Nr. 37.

## Leben

### Herkunft
Johann Christoph war der Sohn von Balthasar Georg von Knobelsdorff (* 1713; † 1759) und dessen Ehefrau Justine. Sein Vater war preußischer Kapitän a. D. und Erbherr auf Heinzendorf.

### Militärkarriere
Johann Christoph von Knobelsdorff wurde 1756 Gefreitenkorporal im Infanterieregiment „Kurssel“ Nr. 37 der Preußischen Armee. Während des Siebenjährigen Krieges wurde er am 1. Dezember 1757 Fähnrich und am 23. Dezember 1759 Sekondeleutnant. Knobelsdorff nahm an den Schlachten von Prag (verwundet), Zorndorf und Kunersdorf sowie an den Gefechten von Zittau, Nachord und Landeshut als auch bei den Belagerungen von Prag und Schweidnitz (verwundet) teil. Nach dem Krieg wurde er am 13. September 1767 Premierleutnant. Am 31. Oktober 1773 wurde Stabskapitän sowie am 4. August 1778 Kapitän und Kompaniechef. Er nahm am Bayerischen Erbfolgekrieg teil und wurde am 12. Mai 1784 Major. Am 1. Juni 1787 wurde er Kommandeur des Grenadierbataillons seines Regiments. Am 30. Mai 1791 wurde er Oberstleutnant und als solcher nahm Knobelsdorff während des Ersten Koalitionskrieges am Feldzug gegen Frankreich teil. Er befand sich bei den Belagerungen von Verdun, Mainz, Longwy, Landau sowie der Schlacht bei Kaiserslautern und den Gefechten von Hochheim, Kolheim, Zweibrücken und Frankenthal. Am 14. Februar 1793 wurde er Oberst und wurde am 26. Juli 1793 für die Belagerung von Mainz mit dem Orden Pour le Mérite ausgezeichnet. Am 1. August 1793 wurde er schließlich Regimentskommandeur. Am 26. Februar 1799 dimittierte Knobelsdorff mit einer Pension von 1000 Talern, bis eine geeignete Kommandantenstelle frei würde. Er starb aber zuvor am 17. April 1803 in Glogau.

### Familie
Knobelsdorff heiratete am 19. Oktober 1774 in Bodelwitz Friederike Eleonore von Kurssel (* 20. Mai 1744; † 27. September 1802 in Glogau). Sie war die Tochter seines ehemaligen Chefs, des Generals Heinrich Adolf von Kurssel.